# Instone Air Line
Instone Air Line — упразднённая британская авиакомпания, один из первых коммерческих авиаперевозчиков в мире, работавший с 1919 по 1924 годы.
Вместе с рядом других перевозчиков была поглощена авиакомпанией Imperial Airways.

## История
В 1919 года судоходная компания S. Instone & Company Limited, возглавлявшаяся сэром Сэмуелем Инстоном, организовала частные авиаперевозки из Кардиффa в Ле-Бурже (Париж) через аэродром Хаунслоу в Лондоне. С апреля следующего года рейсы начали осуществляться под торговой маркой Instone Air Line. В 1920 году компания впервые в мировой практике перевезла по воздуху скаковую лошадь, а с 1 января 1922 года ввела униформу для своих пилотов и персонала, возможно став тем самым первой авиакомпанией, унифицировавшей служебную одежду сотрудников.
В мае 1922 года Instone Air Line запустила регулярный рейс из Лондона в Кёльн, закрытый в октябре 1922 года вследствие конкуренции на маршруте.
В 1923 году правительственный комитет страны рекомендовал всем основным авиаперевозчикам страны объединиться в одну финансово сильную авиакомпанию. Следуя этим рекомендациям, 1 апреля 1924 года была образована Imperial Airways, в которую вошли активы и маршруты перевозчиков Handley Page Transport, Instone Air Line, Daimler Airway и British Marine Air Navigation Co Ltd.

## Флот

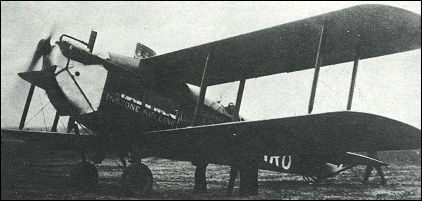
de Havilland DH.18 «Кардифф», арендовался авиакомпанией с 1921 по 1924 годы

- Airco DH.4
- BAT F.K.26
- Bristol Type 47 Tourer
- Bristol Type 62
- de Havilland DH.18
- de Havilland DH.34
- Vickers Vimy Commercial
- Vickers Vulcan
- Westland Limousine

## Авиапроисшествия и инциденты
- В феврале 1923 года самолёт авиакомпании получил повреждения на аэродроме Сен-Энглевер (департамент Па-де-Кале, Франция)[2]
- 13 августа 1923 года de Havilland DH.34 (регистрационный G-EBBW) совершил аварийную посадку на аэродроме Марден (Кент) по причине нарушения работы топливопровода. Самолёт был отремонтирован и возвращён в аэропорт Кройдон[3].